# Martina med frukostbrickan
Martina med frukostbrickan är en oljemålning från 1904 av Carl Larsson
. Tavlan är en avmålning av familjens hembiträde Martina Westergren. Åren 1909-1965 användes den även som omslag för Hemmets kokbok, och även därefter har den förekommit i boken.
Målningen fördes senare till Galleria interazional d'arte i Venedig i Italien.
2003 användes målningen på Sveriges julfrimärken.